# 18453 Nishiyamayukio
18453 Nishiyamayukio este un asteroid din centura principală de asteroizi.

## Descriere
18453 Nishiyamayukio este un asteroid din centura principală de asteroizi. A fost descoperit pe 2 octombrie 1994 la Kitami de Kin Endate și Kazuro Watanabe. Asteroidul prezintă o orbită caracterizată de o semiaxă mare de 2,55 ua, o excentricitate de 0,23 și o înclinație de 5,9° în raport cu ecliptica.